# Pedro Luis Díaz Lanz
Pedro Luis Díaz Lanz (La Habana, Cuba 8 de julio de 1926—Miami 26 de junio de 2008) fue Jefe de la Fuerza Aérea Revolucionaria de Cuba bajo Fidel Castro, antes y después de la Revolución Cubana 1959.

## Biografía

### Primeros años
Nacido en La Habana el 8 de noviembre de 1926, en el seno de una familia patriota, su abuelo combatió junto a guerrilleros mambises (mambí, en singular) que en el siglo XIX participaron en las guerras por la independencia de Cuba y las Filipinas y su padre fue un alto oficial del ejército constitucional cubano hasta 1930. Díaz Lanz se vanagloriaba también de ser biznieto de una hermana de José Martí (1853-1895), prócer de la independencia de la isla. Se graduó de su bachillerato en 1944.

### Estudia Aviación
Apenas egresado del Bachillerato, estudia dos años Mecánica de aviación, comenzando a pilotear aviones a los 20 años.

### Toma contacto con Fidel Castro
La dictadura de Fulgencio Batista provocó gran descontento popular. En esas condiciones Díaz Lanz conoció a Frank País, líder de la resistencia urbana en Santiago de Cuba, y poco después entró en contacto directo con Fidel Castro, quien lo designó para la estratégica misión de introducir armas clandestinamente desde el extranjero, usando la cobertura de piloto comercial. La primera carga de casi 5 toneladas de armas fue llevada desde Puntarenas, Costa Rica, el 20 de marzo de 1958 a un caserío de la Sierra Maestra.

### Revolución cubana
En 1957, Pedro Díaz Lanz se unió al grupo rebelde de Fidel Castro en Santiago de Cuba. Fue empleado como piloto comercial con la compañía aérea Aerovías Q. Más tarde actuó como jefe de la Fuerza Aérea Revolucionaria, y durante 1958 introduce de contrabando de armas y municiones desde Costa Rica y Florida a Cuba por vía aérea.
Después de la Revolución cubana, el 1 de enero de 1959, fue confirmado como jefe de la nueva Fuerza Aérea Revolucionaria, así como piloto personal de Castro. En cuestión de meses, se convirtió en vocero de oposición a la influencia de los comunistas en el nuevo gobierno revolucionario. El 29 de junio de 1959, Fidel Castro lo relevó de su cargo, y se fue inmediatamente por barco para Florida con su segunda esposa, 3 de sus 6 hijos y Frank Sturgis, un compañero anticomunista.

### Deserta a Estados Unidos
El 14 de julio de 1959, Díaz fue entrevistado por el Subcomité de Seguridad Interior del Senado estadounidense, donde hizo entrega de la primera cuenta del movimiento planeado de Fidel Castro hacia el comunismo. El 21 de octubre de 1959, uno de sus actos más notorios , volaba un bombardero bimotor (reportado diversamente como un B-26 o un B-25) sobre La Habana, lanzando un millón y medio de copias de la Carta Abierta al Pueblo de Cuba, (panfletos anticomunistas), junto con su hermano Marcos Díaz Lanz. Arrojó los folletos por la escotilla abierta de bombas. Los disparos sin éxito contra el avión por las fuerzas armadas de Cuba causaron lesionados y muertos en La Habana, lo que llevó a informes falsos de bombas lanzadas desde la aeronave. El 20 de octubre de 1959, el comandante Huber Matos dimitía, en protesta por la "penetración comunista" en el Ejército Rebelde y el Gobierno.

### Agente CIA
En el exilio, Díaz Lanz fundó en 1959 la Cruzada Constitucional Cubana, junto a Frank Sturgis, y se alistó en las misiones organizadas por la CIA para realizar acciones de infiltración en la isla Se convirtió en un miembro de la Operación 40, un grupo de agentes de la CIA que se especializó en la realización de asesinatos secretos y actos de sabotaje.

## Muerte
Su hermano Jorge se suicidó en Miami en 1976, su hermana Esther María fue asesinada en Miami Beach en 1986 y su otro hermano Guillermo se suicidó por ahorcamiento en La Habana en 1998. Su hijo Pedro Luis también murió unos años antes. Pedro Luis Díaz Lanz se suicidó con una herida de bala en el pecho en 2008 a la edad de 81 años después de años de enfermedad y pobreza. Se le había diagnosticado una enfermedad fatal.